# Thrixspermum vanoverberghii
Thrixspermum vanoverberghii är en orkidéart som beskrevs av Oakes Ames. Thrixspermum vanoverberghii ingår i släktet Thrixspermum och familjen orkidéer. Inga underarter finns listade i Catalogue of Life.